# 長江麻美
長江 麻美（ながえ まみ、1992年8月17日 - ）は、テレビ愛知の女性アナウンサー。

## 略歴・人物
愛知県瀬戸市出身。2015年4月、福島中央テレビ入社。同期は石井佑弥。
学生時代はテレビ朝日アスクのアナウンススクールに所属し、BS朝日の『News Access』にて学生キャスターを務めた。
2022年3月に福島中央テレビを退社し、4月に出身地の放送局であるテレビ愛知へ移籍。
趣味は晩酌（特に日本酒）。
2023年3月、Twitter(当時)とテレビ愛知のYouTubeチャンネルで2022年に結婚していたことを発表。
2025年5月28日、5時スタ内で第1子妊娠の為翌日より産休入りする事を明らかにした、キン・ドニーチについては6月13日分まで出演する。。

## 担当番組
福島中央テレビ
- ゴジてれ Chu! - 第I部 MC（2019年5月 - 2022年4月1日）
- 中テレニュース

テレビ愛知
- キン・ドニーチ
- 5時スタ（リポーター）